# Белокрылый жаворонок
Белокрылый жаворонок, или белокрылый степной жаворонок (лат. Alauda leucoptera), — вид воробьиных птиц из рода полевых жаворонков (Alauda) семейства жаворонковых (Alaudidae).

## Внешний вид
Длина птицы 17—19 сантиметров, размах крыльев до 35 сантиметров. Весит от 36 до 52 грамм. Спина жаворонка — серая с бурым оттенком и тёмно-бурыми крапинами; хвост и крылья — тёмно-бурые; верх головы, плечи — рыжие, рыжие также пятна по бокам шеи и надхвостья. Получил своё название благодаря широкой белой полосе на крыльях; белые у жаворонка также полоски по бокам хвоста, грудь и низ туловища. Внешний вид сходен с монгольским жаворонком, однако у последнего есть чёрные пятна по бокам шеи.

## Голос
Песня по звучанию и характер токового полета очень похожи на таковые у полевого жаворонка, это «бесконечные» трели в трепещущем полете. Но песня не столь слитная, состоит из заметно отдельных трелей, хотя и произносимых непрерывно друг за другом. В токовом полете машут крыльями более резко и редко, чем полевые жаворонки, временами делают серии редких глубоких взмахов «бабочкой». Нередко поют на земле. Позывка — журчащее или даже чирикающее (чвирьрь», «чирь», «вирь.вирь», «чррри».

## Распространение
Распространён в степной и полупустынной зоне от Нижнего Поволжья до западного Алтая, на юг распространён до озера Балхаш. Птица кочующая, частично перелётная. Зимой встречается на юге европейской части России, по всей степной и лесостепной Украине, в Крыму, на Кавказе, в Закавказье, в северном Иране, залетает даже в Подмосковье и Западную Европу.

## Образ жизни
Встречается в полынных и типчаковых степях, на солончаках. Гнездится парами в мае — июле, гнездо устраивает на земле, кладёт от 4 до 6 яиц бледно-зелёного или жёлтого цвета в бурую крапинку. В негнездовое время держится стаями. Поёт белокрылый жаворонок, сидя на земле или (реже) взлетая невысоко в воздух. Песня жаворонка представляет собой несложную трель, иногда с подражанием другим птицам. Обычная позывка — протяжный негромкий крик, отчасти напоминающий мяуканье.

## Охранный статус
Хотя популяция значительно сократилась, данный вид всё ещё относительно распространён и не считается подверженным риску. Разрушение среды обитания из-за вспашки — одна из главных угроз белокрылому жаворонку.